# Nemzetközösségi köztársaság
A nemzetközösségi köztársaságok a Nemzetközösség köztársasági államformájú tagjai. A Nemzetközösség jelenlegi 54 tagja közül 34 köztársaság.
A nemzetközösségi többi tagja vagy nemzetközösségi királyság, ezeknek uralkodója és államfője a brit uralkodó, jelenleg III. Károly brit király, vagy önálló nemzetközösségi monarchia, amelyeknek uralkodója nem a brit király(nő). Az előbbiek száma tizenöt, az utóbbiaké öt. Államformától függetlenül a Nemzetközösség minden tagja elismeri III. Károlyt a Nemzetközösség fejének.
A köztársaságok közül 32 korábbi brit önkormányzó gyarmat. A köztársaságok a korábbi portugál gyarmat Mozambik és a belga Ruanda-Urundi kivételével a múltban mind brit gyarmat voltak. A nemzetközösségi köztársaságok különböző utakon jutottak a köztársasági államformáig. A legtöbb esetben nemzetközösségi királyságként nyerték el a függetlenséget és ebből lettek később nemzetközösségi köztársasággá. Néhány esetben akkor lettek nemzetközösségi köztársasággá, amikor valamelyik korábbi brit gyarmattól nyerték el a függetlenségüket (mint Banglades Pakisztántól 1971-ben).
A legutóbb (2021-ben) nemzetközösségi köztársasággá vált tag Barbados. Fidzsi köztársaság, de elfogadja III. Károlyt "nagyfőnökének".

## Története
Köztársaságok az 1950-ben elfogadott londoni nyilatkozat óta lehetnek a Nemzetközösség tagjai. A nyilatkozatot azért fogadták el, mert India szeretett volna továbbra is nemzetközösségi tag maradni, miután köztársasággá vált. A kompromisszum az lett, hogy a Nemzetközösségen belüli köztársaságoknak nem kell elismerniük a királyt (ma III. Károly) államfőjüknek, de elismerik a Nemzetközösség fejének.
Miután elnyerték függetlenségüket az Egyesült Királyságtól, a legtöbb nemzetközösségi ország továbbra is elismerte államfőjének a brit monarchiát, elsőként Dél-Afrika és Ceylon (a mai Srí Lanka). Az idő múlásával azonban sok nemzetközösségi királyság köztársasággá vált, népszavazás vagy alkotmánymódosítás útján megszüntették a monarchia államfői státuszát és a főkormányzókat választott vagy kinevezett köztársasági elnökökre cserélték. Ez a folyamat különösen a gyarmatosítás korát maga mögött hagyó Afrikára volt jellemző. Afrikában a függetlenség elnyerését követően a legtöbb egykori nemzetközösségi királyság éveken belül köztársaság lett és általában elnöki rendszert alakított ki. Egyes államok, mint Málta vagy Fidzsi parlamentáris köztársaság lett.
Fidzsi esetében a köztársaságot az 1987-es katonai puccs hozta létre, amely megdöntötte a monarchiát. Miután kikiáltották a köztársaságot, a királynő főkormányzóját, azaz a monarchia képviselőjét választották meg köztársasági elnöknek. Fidzsi nemzetközösségi tagságát ugyanakkor 2006-ban kormánya kérésére felfüggesztették.

### Megmaradt alkotmányos kötelékek
A legtöbb nemzetközösségi ország minden alkotmányos köteléket elszakított, amelyek az Egyesült Királysághoz fűzték. Vannak azonban olyan tagok – mint Dominikai Közösség és Mauritius –, amelyek peres ügyekben még mindig lehetővé teszik a fellebbezést a Királyi Tanács Jogi Bizottságához (angolul Judicial Committee of the Privy Council), az egyik legfelsőbb brit bírósághoz. Alkotmányos jogokat érintő ügyek esetében erre Kiribati is lehetőséget biztosít.

## Nemzetközösségi tagság
A Nemzetközösségen belül nincs semmi különbség a köztársaságok, a III. Károly államfőjüknek elismerő államok és a többi monarchia (Brunei, Lesotho, Malajzia, Szváziföld és Tonga) tagi státusza között.
Ha egy monarchia a nemzetközösségen belül köztársasággá válik, nem kell, hogy ez változtasson tagi státuszán, de ebben az esetben a többi nemzetközösségi tag hozzájárulására van szükség ahhoz, hogy a Nemzetközösségben maradhasson. Bár általában ez csak formaság, elméletben bármely tag ellenzése megakadályozhatja, hogy egy újonnan köztársasággá vált ország a Nemzetközösség tagja maradhasson. Dél-Afrika esetében ez csak azért nem történt meg, miután 1961-ben köztársasággá vált, mert nem is folyamodott a tagságért – ebben az esetben azonban a többi tagnak nem a köztársasági államforma, hanem a rasszista politikát folytató apartheid rendszer ellen voltak kifogásai. Fidzsi és a Maldív-szigetek sem akarták tagságuk fenntartását, miután köztársasággá váltak, így el is vesztették széküket a Nemzetközösségben.
Lásd még: Nemzetközösség: A tagság megszűnése más módon

### Jelenlegi nemzetközösségi köztársaságok
A korábbi nemzetközösségi birtokok némelyikében – mint Málta, Trinidad és Tobago vagy Mauritius – a köztársasági elnöki poszt ceremoniális hivatal lett, amelyet általában a korábbi főkormányzó töltött be először, és ezek az államok parlamentáris köztársaságok lettek. Mások – mint Ghána, Malawi vagy Gambia – valódi végrehajtó hivatallá tették az elnöki posztot és általában a legutolsó miniszterelnökkel töltötték be – ezek az államok elnöki köztársaságok lettek. Az utóbbi esetekben nem csak a monarchiát számolták fel, hanem a parlamentáris kormányzás westminsteri rendszerét is.
A Fidzsi-szigetek katonai puccs következményeként vált köztársasággá, nem a köztársasági érzület eluralkodása miatt, hiszen a bennszülött törzsfők önszántukból elfogadták, hogy az ország a Koronának vesse alá magát. A monarchia szimbólumai Fidzsin még abban az időszakban is fennmaradtak, amikor nem volt a Nemzetközösség tagja, például a bankjegyek és pénzérmék a királynő arcképét viselték 2012-ig. Amikor Fidzsit visszavették a Nemzetközösségbe, felmerült, hogy ismét elfogadják a királyfőt államfőnek, de ezt senki nem erőltette, bár a Főnökök Nagytanácsa elismerte a királynőt legfőbb főnökének, egészen 2012-ig.

## Nemzetközösségi köztársaságok listája

### Korábbi nemzetközösségi királyságok
A korábbi nemzetközösségi királyságok, a köztársasági státusz elnyerésének dátuma szerint:
|    | Tagállam                | Függetlenné válás éve | Köztársasággá válás éve | Létrehozásának módja |                    | Elnökség típusa           | Első elnöke        |
| -- | ----------------------- | --------------------- | ----------------------- | -------------------- | ------------------ | ------------------------- | ------------------ |
| 1  | India                   | 1947                  | 1950                    | Alkotmánymódosítás   | Alkotmánymódosítás | Ceremoniális              | Újonnan kinevezett |
| 2  | Pakisztán               | 1947                  | 19561                   | Új alkotmány         | Új alkotmány       | Ceremoniális, később erős | A főkormányzó      |
| 3  | Ghána                   | 1957                  | 1960                    | Népszavazás          | 88,5%              | Erős                      | A miniszterelnök   |
| 4  | Dél-afrikai Köztársaság | 1910                  | 19612                   | Népszavazás          | 52,3%              | Ceremoniális, később erős | A főkormányzó      |
| 5  | Nigéria                 | 1960                  | 1963                    | Alkotmánymódosítás   | Alkotmánymódosítás | Ceremoniális, később erős | A főkormányzó      |
| 6  | Uganda                  | 1962                  | 1963                    | Alkotmánymódosítás   | Alkotmánymódosítás | Ceremoniális, később erős | Újonnan kinevezett |
| 7  | Kenya                   | 1963                  | 1964                    | Alkotmánymódosítás   | Alkotmánymódosítás | Erős                      | A miniszterelnök   |
| 8  | Tanzánia                | 1961                  | 19623                   | Alkotmánymódosítás   | Alkotmánymódosítás | Erős                      | A miniszterelnök   |
| 9  | Malawi                  | 1964                  | 1966                    | Alkotmánymódosítás   | Alkotmánymódosítás | Erős                      | A miniszterelnök   |
| 10 | Gambia                  | 1965                  | 1970                    | Népszavazás          | 62,3%              | Erős                      | A miniszterelnök   |
| 11 | Guyana                  | 1966                  | 1970                    | Alkotmánymódosítás   | Alkotmánymódosítás | Ceremoniális, később erős | Újonnan kinevezett |
| 12 | Sierra Leone            | 1961                  | 1971                    | Alkotmánymódosítás   | Alkotmánymódosítás | Erős                      | A miniszterelnök   |
| 13 | Srí Lanka               | 1948                  | 1972                    | Új alkotmány         | Új alkotmány       | Ceremoniális, később erős | A főkormányzó      |
| 14 | Málta                   | 1964                  | 1974                    | Alkotmánymódosítás   | Alkotmánymódosítás | Ceremoniális              | A főkormányzó      |
| 15 | Trinidad és Tobago      | 1962                  | 1976                    | Alkotmánymódosítás   | Alkotmánymódosítás | Ceremoniális              | A főkormányzó      |
| 16 | Fidzsi-szigetek         | 1970                  | 19874                   | Katonai puccs        | Katonai puccs      | Ceremoniális              | A főkormányzó      |
| 17 | Mauritius               | 1968                  | 1992                    | Alkotmánymódosítás   | Alkotmánymódosítás | Ceremoniális              | A főkormányzó      |
| 18 | Barbados                | 1966                  | 2021                    | Alkotmánymódosítás   | Alkotmánymódosítás | Ceremoniális              | A főkormányzó      |

1. Banglades elismerése miatt tiltakozásul 1972-ben kilépetté 1989-ben újra csatlakozott.

2. 1961-ben kilépett; 1994-ben újracsatlakozott.

3. Tanganyikaként – 1964-ben egyesült Zanzibárral és létrehozták Tanzániát.

4. 1987-ben elhagyta a Nemzetközösséget; 1997-ben újra csatlakozott; 2000-ben felfüggesztették tagságát; 2001-ben visszafogadták; 2006-ban újra felfüggesztették.